# IC 1101
Thiên hà IC 1101 là một thiên hà hình elip siêu khổng lồ nằm tại trung tâm của cụm thiên hà Abell 2029 (có vị trí biểu kiến thuộc chòm sao Xử Nữ) và cách xa Trái Đất khoảng 1,07 tỷ năm ánh sáng. Theo các nghiên cứu thì cho đến nay đây là thiên hà lớn thứ 2 mà con người từng phát hiện được. Thiên hà lớn nhất được phát hiện trong năm 2022 là Alcyoneus cách trái đất 3 tỷ năm ánh sáng có chiều dài lên tới 16 triệu năm ánh sáng tức là gấp 3 lần IC 1101 và gấp tới 153 lần đường kính của thiên hà Milky Way.
Đường kính của thiên hà IC 1101 vào khoảng 5,5 triệu năm ánh sáng tức là khoảng gấp 55 lần đường kính của dải Ngân Hà và nó có khoảng chừng 100.000 tỉ (1014) ngôi sao các loại. Do đó khối lượng của thiên hà này được phỏng đoán vào khoảng 2.000 lần khối lượng của Ngân Hà.
Sở dĩ IC 1101 có được kích thước này, theo các khoa học gia, là trong suốt cuộc đời của mình (tuổi của IC 1101 vào khoảng 12 tỉ năm), IC 1101 đã va chạm và đã nuốt các thiên hà nhỏ khác có kích thước vào khoảng Ngân Hà hoặc là Tinh Vân Tiên Nữ (thiên hà Andromeda).

## Mô tả
Thiên hà được phân loại là hình elip siêu phẳng và là thiên hà sáng nhất trong A2029 (do đó, tên gọi khác của nó là A2029-BCG; BCG có nghĩa là  cụm sao sáng nhất ). Kiểu hình thái của thiên hà được tranh luận do nó có thể có hình dạng như một đĩa phẳng nhưng chỉ có thể nhìn thấy từ Trái đất ở kích thước rộng nhất của nó. Tuy nhiên, hầu hết các thấu kính có kích thước từ 15 đến 37 kpc (50 đến 120 ngàn ly).
IC 1101 nằm trong số các thiên hà lớn nhất được biết, nhưng có tranh luận dựa trên tài liệu thiên văn về cách xác định kích thước của một thiên hà như vậy. Tấm ảnh ánh sáng xanh từ thiên hà (các ngôi sao lấy mẫu không bao gồm quầng khuếch tán) mang lại bán kính hiệu dụng (bán kính trong đó một nửa ánh sáng được phát ra) của 65 ± 12 kpc (212 ± 39 ngàn ly). Thiên hà có quầng sáng rất lớn với "ánh sáng khuếch tán" cường độ thấp hơn nhiều kéo dài đến bán kính 600 kpc (2 triệu ly). Các tác giả của nghiên cứu xác định quầng sáng kết luận rằng IC 1101 là "có thể là một trong những thiên hà lớn nhất và phát sáng nhất trong vũ trụ". Giống như hầu hết các thiên hà lớn, IC 1101 được tạo ra bởi một số ngôi sao giàu kim loại, một số trong số đó lớn hơn Mặt Trời 7 tỷ năm, khiến nó có màu vàng vàng. Nó có một nguồn vô tuyến sáng ở trung tâm, có khả năng liên quan đến lỗ đen siêu lớn trong phạm vi khối lượng gấp 40-100 tỷ lần Khối lượng Mặt Trời, một trong các lỗ đen lớn nhất được biết đến trong vũ trụ.

## Lịch sử khám phá
Thiên hà được phát hiện vào ngày 19 tháng 6 năm 1790, bởi nhà thiên văn học người Anh Frederick William Herschel I. Nó được phân loại vào năm 1895 bởi John Louis Emil Dreyer với tư cách là đối tượng thứ 1.101 của Danh mục chỉ mục của tinh vân và cụm sao (IC). Tại khám phá của nó, nó đã được xác định là một tính năng mơ hồ. Sau phát hiện năm 1932 của Edwin Hubble rằng một số "tính năng mơ hồ" thực sự là các thiên hà độc lập, việc phân tích các vật thể trên bầu trời sau đó đã được tiến hành và do đó IC 1101 được coi là một trong những thiên hà độc lập.